# Сёртис, Роберт
Роберт Ли Сёртис (англ. Robert Lee Surtees; 9 августа 1906, Ковингтон, Кентукки — 5 января 1985, Монтерей, Калифорния) — американский кинооператор. Трехкратный лауреат премии «Оскар» за лучшую операторскую работу в фильмах «Копи царя Соломона», «Злые и красивые» и «Бен-Гур». Отец кинооператора Брюса Сёртиса.

## Биография
Родился 9 августа 1906 года в городе Ковингтон, США. Начал карьеру в Голливуде в 1927 году в качестве ассистента кинооператоров Грегга Толанда и Джозефа Руттенберга. С 1929 по 1930 год работал в Берлинской киностудии «Universal». После возвращения в США работал в кинокомпаниях «First National Pictures», «Warner Bros.», «Pathé» и «MGM». Его первой работой в качестве кинооператора стала короткометражка 1943 года «Небесная музыка». Всего за свою карьеру снял 73 картины, включая такие фильмы как: «Бен-Гур» и «Освобождение Л. Б. Джонса» режиссёра Уильяма Уайлера, «Мятеж на „Баунти“» Льюиса Майлстоуна, «Выпускник» Майка Николса, «Последний киносеанс» Питера Богдановича, «Афера» Джорджа Роя Хилла, «Звезда родилась» Фрэнка Пирсона и «В это же время, в следующем году» Роберта Маллигана. Состоял в Американском обществе кинооператоров.
Умер 5 января 1985 года в возрасте 78 лет в городе Монтерей, США.

## Избранная фильмография
- 1943 — Небесная музыка / Heavenly Music (короткометражка, реж. Джозеф Берне)
- 1943 — Потерянный ангел / Lost Angel (реж. Рой Роулэнд)
- 1944 — Две девушки и моряк / Two Girls and a Sailor (реж. Ричард Торп)
- 1944 — Знакомство с людьми / Meet the People (реж. Чарльз Рейснер)
- 1944 — Тридцать секунд над Токио / Thirty Seconds Over Tokyo (реж. Мервин Лерой)
- 1944 — Музыка для миллионов / Music for Millions (реж. Генри Костер)
- 1945 — Странные каникулы / Strange Holiday (реж. Арч Оболер)
- 1945 — У нас растёт нежный виноград / Our Vines Have Tender Grapes (реж. Рой Роулэнд)
- 1946 — Две сестры из Бостона / Two Sisters from Boston (реж. Генри Костер)
- 1946 — Нет расставания, нет любви / No Leave, No Love (реж. Чарльз Мартин)
- 1947 — Неоконченный танец / The Unfinished Dance (реж. Генри Костер)
- 1948 — Ангел с десятой авеню / Tenth Avenue Angel (реж. Рой Роулэнд)
- 1948 — Большой город / Big City (реж. Норман Таурог)
- 1948 — Свидание с Джуди / A Date with Judy (реж. Ричард Торп)
- 1948 — Целующийся бандит / The Kissing Bandit (реж. Ласло Бенедек)
- 1948 — Акт насилия / Act of Violence (реж. Фред Циннеман)
- 1949 — Большой Джек / Big Jack (реж. Ричард Торп)
- 1949 — Полуночный поцелуй / en:That Midnight Kiss (реж. Норман Таурог)
- 1949 — Осквернитель праха / Intruder in the Dust (реж. Кларенс Браун)
- 1950 — Копи царя Соломона / King Solomon’s Mines (реж. Комптон Беннетт, Эндрю Мартон)
- 1951 — Стрип / The Strip (реж. Ласло Кардош)
- 1951 — Камо грядеши / Quo Vadis (реж. Мервин Лерой)
- 1952 — Дикий север / The Wild North (реж. Эндрю Мартон)
- 1952 — Лёгкое прикосновение / The Light Touch (реж. Ричард Брукс)
- 1952 — Весёлая вдова / The Merry Widow (реж. Кёртис Бернхардт)
- 1952 — Злые и красивые / The Bad and the Beautiful (реж. Винсент Миннелли)
- 1953 — Отважные противники / Ride, Vaquero! (реж. Джон Фэрроу)
- 1953 — Могамбо / Mogambo (реж. Джон Форд)
- 1953 — Побег из Форта Браво / Escape from Fort Bravo (реж. Джон Стёрджес)
- 1954 — Длинный, длинный трейлер / The Long, Long Trailer (реж. Винсент Миннелли)
- 1954 — Долина фараонов / Valley of the Kings (реж. Роберт Пирош)
- 1955 — Суд / Trial (реж. Марк Робсон)
- 1955 — Оклахома! / Oklahoma! (реж. Фред Циннеман)
- 1956 — Похвала дурному человеку / Tribute to a Bad Man (реж. Роберт Уайз)
- 1956 — Лебедь / The Swan (реж. Чарльз Видор)
- 1957 — Гёрлз / Les Girls (реж. Джордж Кьюкор)
- 1957 — Округ Рэйнтри / Raintree County (реж. Эдвард Дмитрык)
- 1958 — Весёлый Эндрю / Merry Andrew (реж. Майкл Кидд)
- 1958 — Закон и Джейк Уэйд / The Law and Jake Wade (реж. Джон Стёрджес)
- 1959 — Бен-Гур / Ben-Hur (реж. Уильям Уайлер)
- 1960 — Это началось в Неаполе / It Started in Naples (реж. Мелвилл Шэвелсон)
- 1960 — Симаррон / Cimarron (реж. Энтони Манн)
- 1962 — Мятеж на «Баунти» / Mutiny on the Bounty (реж. Льюис Майлстоун)
- 1963 — PT 109 / PT 109 (реж. Лесли Х. Мартинсон)
- 1964 — Поцелуи для моего президента / Kisses for My President (реж. Кёртис Бернхардт)
- 1965 — Дьявольский микроб / The Satan Bug (реж. Джон Стёрджес)
- 1965 — Коллекционер / The Collector (реж. Уильям Уайлер)
- 1965 — Тропа Аллилуйя / The Hallelujah Trail (реж. Джон Стёрджес)
- 1965 — Третий день / The Third Day (реж. Джек Смайт)
- 1966 — Пропавший отряд / Lost Command (реж. Марк Робсон)
- 1967 — Доктор Дулиттл / Doctor Dolittle (реж. Ричард Флейшер)
- 1967 — Выпускник / The Graduate (реж. Майк Николс)
- 1969 — Милая Чарити / Sweet Charity (реж. Боб Фосс)
- 1969 — Сделка / The Arrangement (реж. Элиа Казан)
- 1970 — Освобождение Л.Б. Джонса / The Liberation of L.B. Jones (реж. Уильям Уайлер)
- 1970 — Лето 42-го / Summer of '42 (реж. Роберт Маллиган)
- 1971 — Последний киносеанс / The Last Picture Show (реж. Питер Богданович)
- 1972 — Ковбои / The Cowboys (реж. Марк Райделл)
- 1972 — Другой / The Other (реж. Роберт Маллиган)
- 1973 — Потерянный горизонт / Lost Horizon (реж. Чарльз Джэрротт)
- 1973 — Оклахома, как она есть / Oklahoma Crude (реж. Стэнли Крамер)
- 1973 — Афера / The Sting (реж. Джордж Рой Хилл)
- 1975 — Великий Уолдо Пеппер / The Great Waldo Pepper (реж. Джордж Рой Хилл)
- 1975 — Гинденбург / The Hindenburg (реж. Роберт Уайз)
- 1976 — Звезда родилась / A Star Is Born (реж. Фрэнк Пирсон)
- 1977 — Поворотный пункт / The Turning Point (реж. Герберт Росс)
- 1978 — Братья по крови / Bloodbrothers (реж. Роберт Маллиган)
- 1978 — В это же время, в следующем году / Same Time, Next Year (реж. Роберт Маллиган)

## Награды и номинации
| Премия                                                                      | Год  | Фильм                              | Итог      |
| --------------------------------------------------------------------------- | ---- | ---------------------------------- | --------- |
| «Оскар» за лучшую операторскую работу                                       | 1945 | • Тридцать секунд над Токио        | Номинация |
| «Оскар» за лучшую операторскую работу                                       | 1951 | • Копи царя Соломона               | Победа    |
| «Оскар» за лучшую операторскую работу                                       | 1952 | • Камо грядеши                     | Номинация |
| «Оскар» за лучшую операторскую работу                                       | 1953 | • Злые и красивые                  | Победа    |
| «Оскар» за лучшую операторскую работу                                       | 1956 | • Оклахома!                        | Номинация |
| «Оскар» за лучшую операторскую работу                                       | 1960 | • Бен-Гур                          | Победа    |
| «Оскар» за лучшую операторскую работу                                       | 1963 | • Мятеж на «Баунти»                | Номинация |
| «Оскар» за лучшую операторскую работу                                       | 1968 | • Доктор Дулиттл                   | Номинация |
| «Оскар» за лучшую операторскую работу                                       | 1968 | • Выпускник                        | Номинация |
| «Оскар» за лучшую операторскую работу                                       | 1972 | • Последний киносеанс              | Номинация |
| «Оскар» за лучшую операторскую работу                                       | 1972 | • Лето 42-го                       | Номинация |
| «Оскар» за лучшую операторскую работу                                       | 1974 | • Афера                            | Номинация |
| «Оскар» за лучшую операторскую работу                                       | 1976 | • Гинденбург                       | Номинация |
| «Оскар» за лучшую операторскую работу                                       | 1977 | • Звезда родилась                  | Номинация |
| «Оскар» за лучшую операторскую работу                                       | 1978 | • Поворотный пункт                 | Номинация |
| «Оскар» за лучшую операторскую работу                                       | 1979 | • В это же время, в следующем году | Номинация |
| «Золотой глобус» за лучшую операторскую работу в цветном фильме             | 1951 | • Копи царя Соломона               | Победа    |
| «Золотой глобус» за лучшую операторскую работу в цветном фильме             | 1952 | • Камо грядеши                     | Победа    |
| Приз Кинофестиваля в Локарно за лучшую операторскую работу в цветном фильме | 1948 | • Неоконченный танец               | Победа    |